# ماديسونفيل
ماديسونفيل (بالإنجليزية: Madisonville)‏ هي مدينة أمريكية تقع في ولاية تكساس.تبلغ مساحة هذه المدينة 11.1 (كم²)،ويبلغ عدد سكانها 4159 نسمة حسب إحصاء سنة 2010 م. تشير إحصاءات سنة 2000م بأن الكثافة السكانية في هذه المدينة تقدر بـ(387.4) نسمة/كم2.

## التركيبة السكانية
حدّد مكتب تعداد الولايات المتحدة بيانات التركيبة السكانية لماديسونفيل في تعداد الولايات المتحدة. في ما يلي، التركيبة السكانية حسب تعدادي 2000 و2010.

### تعداد عام 2000
بلغ عدد سكان ماديسونفيل 4,159 نسمة بحسب تعداد عام 2000، وبلغ عدد الأسر 1,473 أسرة وعدد العائلات 1,016 عائلة مقيمة في المدينة. في حين سجلت الكثافة السكانية 371.3 نسمة لكل كيلومتر مربع (961.7/ميل2). وبلغ عدد الوحدات السكنية 1,653 وحدة بمتوسط كثافة قدره 147.6 لكل كيلومتر مربع (382.3/ميل2).
وتوزع التركيب العرقي للمدينة بنسبة 56.60% من البيض و29.21% من الأمريكيين الأفارقة و0.50% من الأمريكيين الأصليين و0.41% من الأمريكيين ذوي الأصول الآسيوية و0.02% من سكان جزر المحيط الهادئ و10.56% من الأعراق الأخرى و2.69% من عرقين مختلطين أو أكثر و22.24% من الهسبانيون أو اللاتينيون من أي عرق.
بلغ عدد الأسر 1,473 أسرة كانت نسبة 41.5% منها لديها أطفال تحت سن الثامنة عشر تعيش معهم، وبلغت نسبة الأزواج القاطنين مع بعضهم البعض 46.1% من أصل المجموع الكلي للأسر، ونسبة 17.7% من الأسر كان لديها معيلات من الإناث دون وجود شريك، بينما كانت نسبة 5.2% من الأسر لديها معيلون من الذكور دون وجود شريكة وكانت نسبة 31% من غير العائلات. تألفت نسبة 26.8% من أصل جميع الأسر من عدة أفراد يعيشون في نفس المنزل ونسبة 13.2% كانت تتألف من شخص يعيش بمفرده يبلغ من العمر 65 عاماً أو أكثر. وبلغ متوسط حجم الأسرة المعيشية 2.70، أما متوسط حجم العائلات فبلغ 3.28.
بلغ العمر الوسطي للسكان 33.3 عاماً. وكانت نسبة 29.7% من القاطنين تحت سن الثامنة عشر، وكانت نسبة 10% بين الثامنة عشر والرابعة والعشرين عاماً، ونسبة 24.7% كانت واقعةً في الفئة العمرية ما بين الخامسة والعشرين والرابعة والأربعين عاماً، ونسبة 17.7% كانت ما بين الخامسة والأربعين والرابعة والستين، ونسبة 13.5% كانت ضمن فئة الخامسة والستين عاماً فما فوق. يوجد لكل 100 أنثى 90.1 ذكر، ويوجد لكل 100 أنثى في الثامنة عشر من عمرها فما فوق 83.8 ذكر.
بلغ متوسط دخل الأسرة في المدينة 25,440 دولارًا، أما متوسط دخل العائلة فبلغ 29,077 دولارًا. وكان متوسط دخل الذكور 22,292 دولارًا مقابل 19,885 دولارًا للإناث. وسجل دخل الفرد الخاص بالمدينة 12,551 دولارًا. وكانت نسبة 20.7% من العائلات ونسبة 23.2% من السكان تحت خط الفقر، وكان من هؤلاء نسبة 31.7% تحت سن الثامنة عشر ونسبة 17% في الخامسة والستين من العمر وما فوق.

## معرض صور

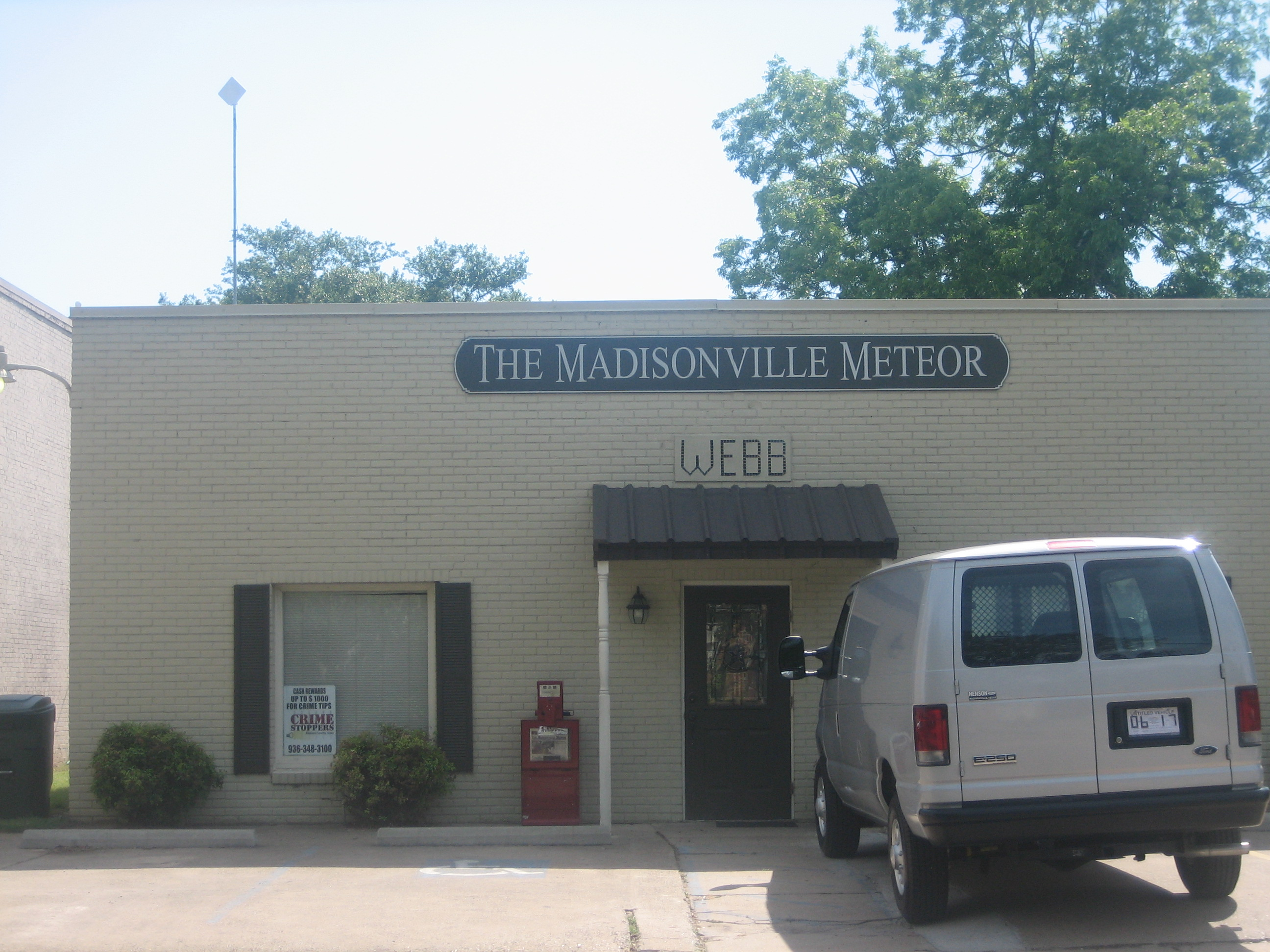
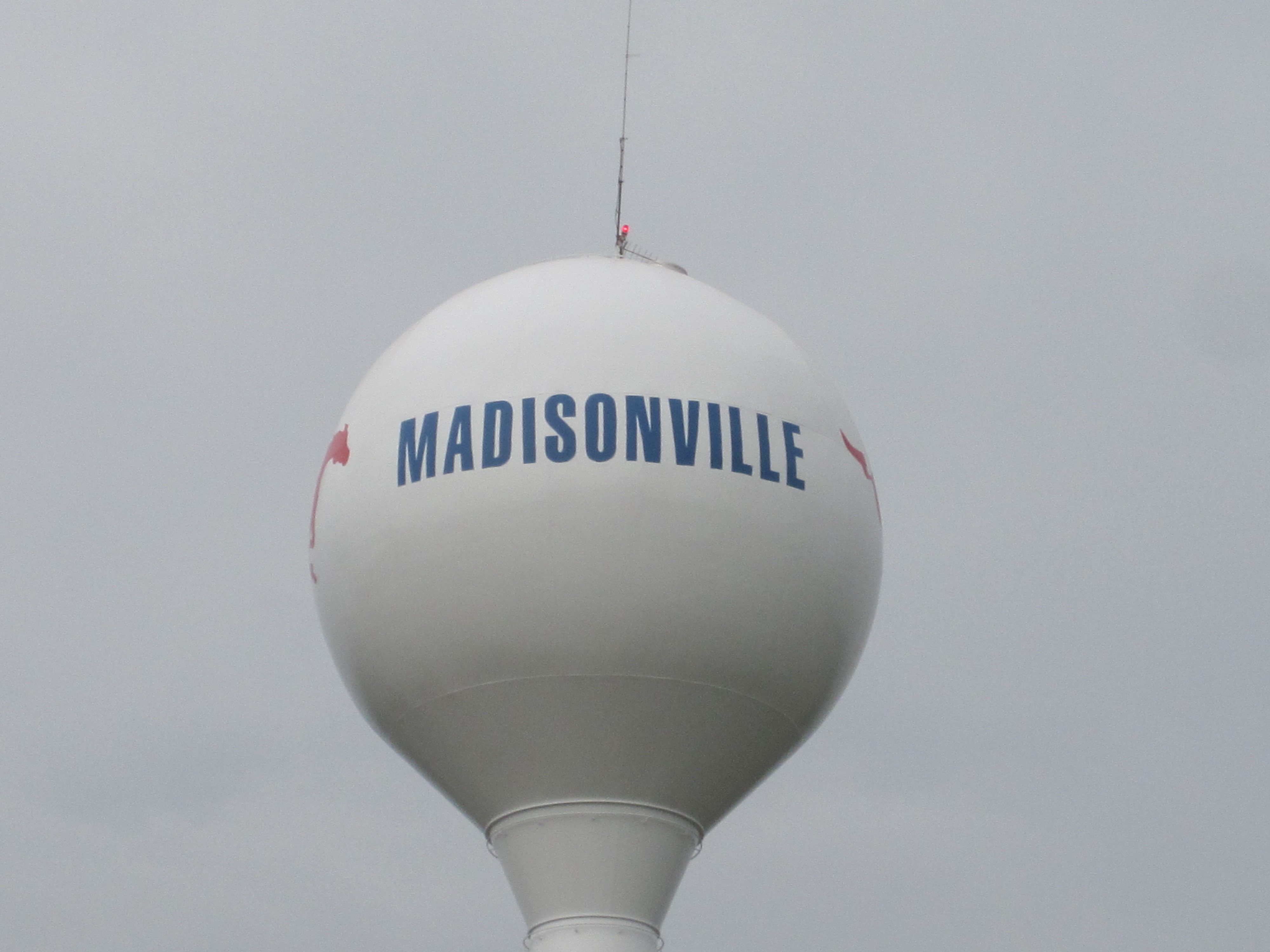
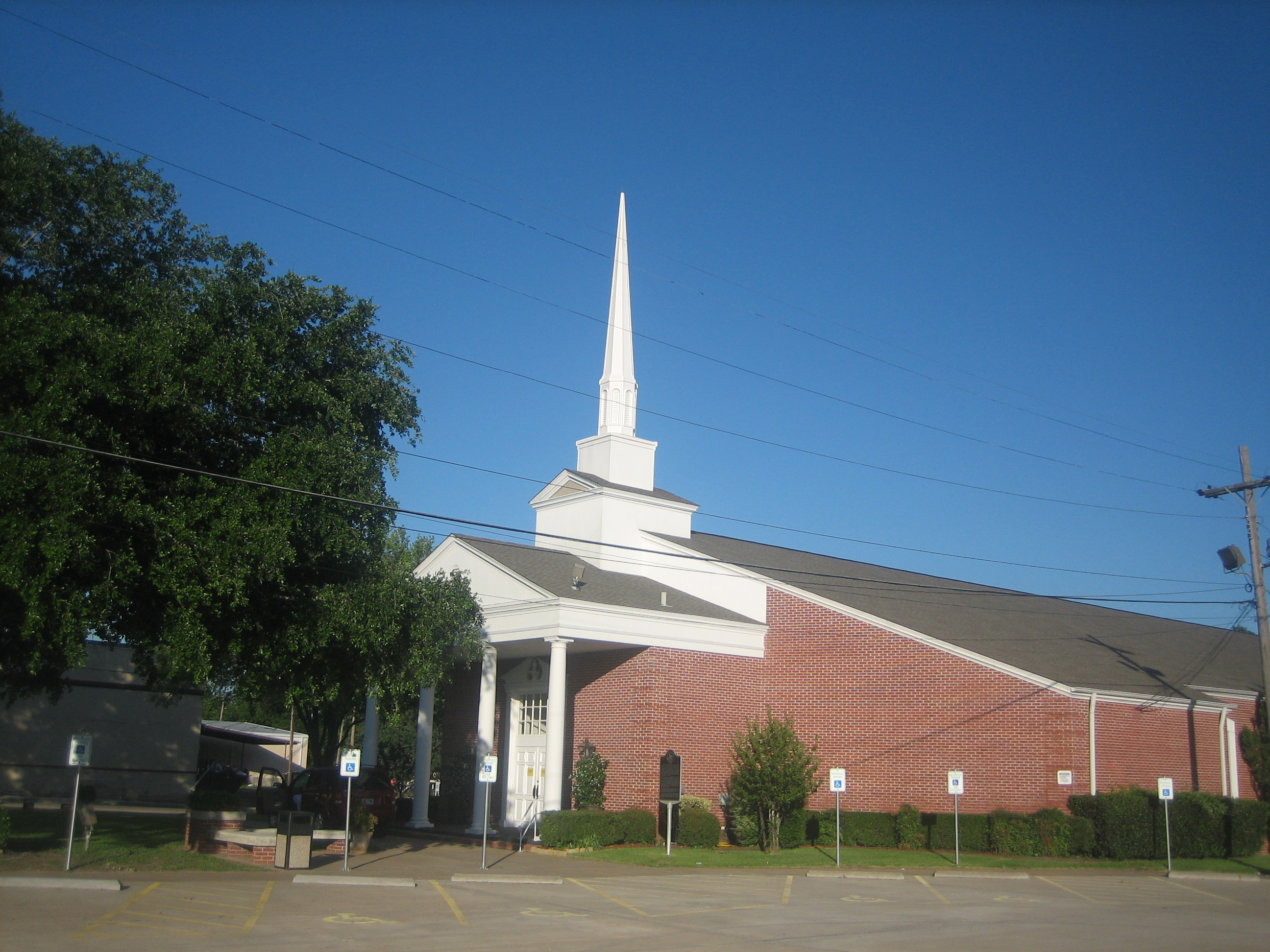

### تعداد عام 2010
بلغ عدد سكان ماديسونفيل 4,396 نسمة بحسب تعداد عام 2010، وبلغ عدد الأسر 1,487 أسرة وعدد العائلات 1,032 عائلة مقيمة في المدينة. في حين سجلت الكثافة السكانية 392.5 نسمة لكل كيلومتر مربع (1,016.6/ميل2). وبلغ عدد الوحدات السكنية 1,677 وحدة بمتوسط كثافة قدره 149.7 لكل كيلومتر مربع (387.7/ميل2).
وتوزع التركيب العرقي للمدينة بنسبة 51.36% من البيض و29.16% من الأمريكيين الأفارقة و0.30% من الأمريكيين الأصليين و0.61% من الأمريكيين ذوي الأصول الآسيوية و0.05% من سكان جزر المحيط الهادئ و16.01% من الأعراق الأخرى و2.50% من عرقين مختلطين أو أكثر و31.23% من الهسبانيون أو اللاتينيون من أي عرق.
بلغ عدد الأسر 1,487 أسرة كانت نسبة 44% منها لديها أطفال تحت سن الثامنة عشر تعيش معهم، وبلغت نسبة الأزواج القاطنين مع بعضهم البعض 43.2% من أصل المجموع الكلي للأسر، ونسبة 20.8% من الأسر كان لديها معيلات من الإناث دون وجود شريك، بينما كانت نسبة 5.4% من الأسر لديها معيلون من الذكور دون وجود شريكة وكانت نسبة 30.6% من غير العائلات. تألفت نسبة 27% من أصل جميع الأسر من عدة أفراد يعيشون في نفس المنزل ونسبة 13.7% كانت تتألف من شخص يعيش بمفرده يبلغ من العمر 65 عاماً أو أكثر. وبلغ متوسط حجم الأسرة المعيشية 2.87، أما متوسط حجم العائلات فبلغ 3.50.
بلغ العمر الوسطي للسكان 30.9 عاماً. وكانت نسبة 31.3% من القاطنين تحت سن الثامنة عشر، وكانت نسبة 10.5% بين الثامنة عشر والرابعة والعشرين عاماً، ونسبة 24.7% كانت واقعةً في الفئة العمرية ما بين الخامسة والعشرين والرابعة والأربعين عاماً، ونسبة 19.9% كانت ما بين الخامسة والأربعين والرابعة والستين، ونسبة 13.6% كانت ضمن فئة الخامسة والستين عاماً فما فوق. وتوزع التركيب الجنسي للسكان بنسبة 46.7% ذكور و53.3% إناث.

## أعلام
- كورتيس ديكي
- كين هال